# نظریه اعتدال
نظریه اعتدال (به انگلیسی: Moderation theory) مجموعه‌ای از فرضیه‌های مرتبط با یکدیگر است و فرآیندی را توضیح می‌دهد که طی آن گروه‌های سیاسی از سکوهای رادیکال به نفع سیاست‌های میانه‌رو پیش می‌روند. و راهبردهای انتخاباتی، سازش و غیرتقابلی را بر راهبردهای غیرانتخابی، انحصاری و تقابل ترجیح دهند. اعتدال می‌تواند در هر دو سطح ایدئولوژیک و رفتاری صورت گیرد که متقابلاً یکدیگر را تقویت می‌کنند.
نظریه اعتدال بینش‌هایی را در مورد دگرگونی سیاست حزبی در طیف وسیعی از موارد فرهنگی و تاریخی از جمله سوسیالیستی ارائه می‌دهد.  و احزاب دموکراتیک مسیحی در اروپای غربی و اخیراً گروه‌های سیاسی اسلامی به ویژه، تحول احزاب سیاسی اسلامی در ترکیه از اوایل دهه ۱۹۷۰ که با ظهور حزب عدالت و توسعه در انتخابات پارلمانی ۲۰۰۲ به اوج خود رسید، نمونه‌ای از پویایی‌های برجسته شده توسط نظریه اعتدال است.

## مکانیسم‌های سه‌گانه
این نظریه از سه مکانیسم علّی تشکیل شده‌است:
- مکانیسم اول، هنگامی که گروه‌های سیاسی رادیکال به عنوان احزاب رأی‌خواه سازماندهی شدند، ملاحظات انتخاباتی غالب می‌شود و این گروه‌ها برنامه‌های انقلابی را به نفع راهبردهای جذب حداکثرسازی آرا کنار می‌گذارند. این انتظار بر اساس قضیه رأی‌دهندگان میانه [رأی خاکستری] است.
- مکانیسم دوم مربوط به آسیب‌پذیری گروه‌های سیاسی رادیکال شرکت کننده در رقابت‌های انتخاباتی در برابر سرکوب دولتی است. منطق بقای سیاسی ایجاب می‌کند این گروه‌ها از رویارویی آشکار با نخبگان دولتی اجتناب کنند.
- مکانیسم سوم شامل اثرات منابع سازمانی بر رفتار گروه است و نشان می‌دهد حفظ سازمان انتخاباتی بر اهداف اصلی سیاسی اولویت دارد.

هنگامی که رادیکال‌ها به عنوان احزاب انتخاباتی سازماندهی می‌شوند، پروژه‌های اصلی آنها برای ایجاد انقلاب در نظام سیاسی صرفاً به دلیل کمبود منابع سازمانی دست نیافتنی می‌شود در حالی که به‌طور کلی تصور می‌شود تعدیل رادیکال‌ها برای دموکراتیزه کردن مساعد است و حتی مانع از پیشرفت دموکراتیک می‌شود زیرا رادیکال‌ها در نظام سیاسی حاکم مشارکت دارند و ویژگی‌های اصلاح طلبی خود را از دست می‌دهند.

## دهه‌های اخیر
در دوران معاصر، نظریه اعتدال برای درک تحول احزاب سیاسی اسلامی در کشورهای دارای اکثریت مسلمان مانند مصر، اردن، اندونزی، ایران و ترکیه به گونه‌ای متفاوت بود. حزب الوسط (حزب مرکزی) مصر نمونه‌ای از یک سازمان اسلامی میانه‌رو است که رژیم حاکم به آن مجوز نداد. علاوه بر این، اخوان المسلمین مصر به سازمانی تبدیل شده‌است که علیرغم تعهدات ایدئولوژیک اولیه، باید برای بقا و رقابت سیاسی، پاسخگوی یک رژیم استبدادی باشد. به همین ترتیب، جبهة العمل الإسلامی اردن نشان می‌دهد اسلام‌گرایان می‌توانند در نتیجه مشارکت در روند سیاسی کثرت‌گرا تا زمانی که این مشارکت از نظر اسلامی قابل توجیه باشد، میانه‌رو باشند.